# 高永昌
高 永昌（こう えいしょう、生年不詳 - 隆基元年（1116年）5月）は、遼代の人物。大元および大渤海の皇帝を称した。

## 生涯
渤海人の出身。天慶6年1月1日（1116年1月17日）、東京遼陽府（現在の遼寧省遼陽市）で遼の過酷な支配に不満を持っていた渤海人が東京留守の蕭保先を殺害するという事件が起きた。遼陽府の裨將であった高永昌はこの機に乗じて3,000人を率い、反遼の兵を挙げた。遼陽府を占拠した高永昌は戸部使の大公鼎、副留守の高清明ら遼の官員を追放し、大渤海皇帝を称して国号を大元、元号を隆基とした。
その後遼の東京道五十余州を攻め落とした。隆基元年閏1月4日（1116年2月19日）に蕭韓家奴、張琳らが率いる遼軍が向かって来る と、高永昌は北方の金に対して救援を求めた。金の太祖は増援と称して東京地区を占領し、遼軍の背後から攻めかかって大いに打ち破った。高永昌は太祖から帝号の取り消しを命じられたがこれを拒否したため、金軍の攻撃を受けて遼陽府を占拠され、高永昌は捕えられて斬首された。